# 코오롱모빌리티그룹
코오롱모빌리티그룹 주식회사(영어: Kolon Mobility Group)는 대한민국의 수입차 딜러 기업으로, 코오롱그룹의 계열사이다. BMW, 롤스로이스, 아우디, 볼보 등의 수입자동차와 B&O, BOSE 등 하이엔드 오디오를 수입하여 판매한다.

## 역사
2023년, 코오롱글로벌이 코오롱글로벌과 코오롱모빌리티그룹으로 인적 분할하면서 설립되었다.

## 테마주
모회사인 코오롱의 안병덕 대표이사 부회장이 우원식 국회의장과 경동고등학교와 연세대학교 동창이라는 이유로 우원식 테마주로 분류되어 있다.